# Hermann Springer
Pour les articles homonymes, voir Springer.
Hermann Springer, surnommé Mandi (né le 4 décembre 1908 et mort le 12 décembre 1978) était un joueur de football international suisse, qui évoluait au poste de milieu de terrain.

## Biographie
En club, Springer évolue durant sa carrière dans le club du championnat suisse du Grasshopper-Club Zurich.
En international, il joue avec l'équipe de Suisse et participe notamment à la coupe du monde 1938 en France, où la sélection parvient jusqu'en quart-de-finale.